# Polskie Stowarzyszenie Przyjaciół Indian
Polskie Stowarzyszenie Przyjaciół Indian (PSPI) – ogólnopolska organizacja zrzeszająca sympatyków tubylczych Amerykanów, czyli indianistów.

## Historia i działalność
PSPI powstało wiosną 1990 roku (z siedzibą początkowo w Białymstoku, a następnie w Warszawie) w związku z przygotowaniami do polskich etapów tzw. „Świętego Biegu” z Londynu do Moskwy, organizowanego wówczas w Europie przez indiańskiego działacza i aktora Dennisa Banksa w ramach cyklu światowych biegów i marszów Indian i ich sojuszników z innych kultur.
Stowarzyszenie wywodzi się spośród uczestników i sympatyków Polskiego Ruchu Przyjaciół Indian. Zamiarem twórców PSPI było zgromadzenie grupy działaczy i koordynatorów – części indianistów rozumiejących potrzebę wyjścia poza formułę ruchu i kontrkultury, a zainteresowanych działalnością bardziej sformalizowaną (w połowie lat 90. do PSPI należało ponad 50 osób). Jego cele statutowe obejmują tzw. „4xP”: poznawanie, praktykowanie, propagowanie i pomoc w dziedzinach dotyczących Indian obu Ameryk i realizowane są w ramach działań grup lokalnych oraz okazjonalnych imprez ogólnokrajowych i współpracy międzynarodowej.
Szczyt aktywności PSPI przypadł na połowę lat 90. XX w. Członkowie stowarzyszenia organizowali wówczas niektóre z dorocznych ogólnopolskich zlotów Polskiego Ruchu Przyjaciół Indian, ogólnopolskie sesje popularnonaukowe z udziałem znanych naukowców i podróżników (Warszawa, Poznań), wzorowane na Świętych Biegach środkowoeuropejskie biegi sztafetowe sympatyków Indian z kilku krajów (Bieg Przyjaźni Narodów w 1994, Bieg Wolności dla Leonarda Peltiera w 1996), spotkania z Indianami zapraszanymi do Polski na wykłady i warsztaty oraz indianistyczne wystawy, imprezy artystyczne i edukacyjne. Największym przedsięwzięciem z inicjatywy PSPI były zorganizowane w październiku 1992 r. pod hasłem „Kolumb ty draniu”: wystawa, sesja naukowa i przegląd filmów w warszawskim Muzeum Niepodległości, którym towarzyszyły imprezy uliczne (ceremonia powitania dnia, manifestacje pod ambasadami USA i Kanady). Stowarzyszenie wydawało comiesięczny „Biuletyn Informacyjny PSPI” i współpracowało z kwartalnikiem „Tawacin”.
W ramach działalności wspierającej członkowie PSPI inicjowali m.in. zbiórki przyborów szkolnych i ciepłych ubrań dla indiańskich dzieci z ubogiego rezerwatu Pine Ridge oraz akcje zbierania podpisów pod petycjami w obronie Indian i ich świętych miejsc (Góry Czarne, Mount Graham). Organizowali też spotkania z zapraszanymi do kraju tubylczymi działaczami (Dennis Banks, Bobby Castillo, Frank Dreaver, James Robideau, David Gauld). Ze względu na brak doświadczeń, skromne zaplecze organizacyjne i finansowe, niewielki napływ nowych członków oraz kontrowersje samych indianistów wokół działalności PSPI, stowarzyszenie zaprzestało przejściowo aktywnej działalności zbiorowej pod koniec lat 90, chociaż wielu jego członków nadal związanych jest z tematyką indiańską indywidualnie – zawodowo lub hobbystycznie – w tym w ramach działań PRPI, regionalnych „wiosek indiańskich” i innych organizacji ekologicznych i humanitarnych.
Działania prowadzone indywidualnie oraz przez lokalne grupy indianistów (m.in. we współpracy z muzeami etnograficznymi w Warszawie i Poznaniu oraz internetowym „Etnoradiem”) przyczyniły się po kilku latach dyskusji do reaktywacji formalnej działalności stowarzyszenia w 2011 roku.
Członkowie PSPI i PRPI brali udział w akcjach wspierających Najdłuższy Marsz 2008 w USA, Maraton Pisania Listów Amnesty International i Wielką Orkiestrę Świątecznej Pomocy, redagowali biuletyn informacyjny, przygotowali konferencje popularnonaukowe w 2003 roku "Indianie i indianiści", w 2006 roku w 130 rocznicę bitwy nad Little Big Horn  "Indianie w walce o swoje prawa", w 2008 roku w 35. rocznicę okupacji Wounded Knee "Tożsamość narodowa Indian obu Ameryk",  w kolejnych latach także "W duchu Szalonego Konia" itp. Organizowano akcje edukacyjne na Dzień Ziemi i Dzień Solidarności z Tubylczymi Ludami Ameryki 12 października. W sierpniu 2016 roku Stowarzyszenie poparło protesty Indian z Dakoty przeciwko budowie rurociągu w pobliżu ich traktatowych terenów. 
Pierwszym honorowym członkiem PSPI był pisarz i popularyzator kultury Indian Sat-Okh, a do PRPI należeli lub należą m.in. pisarz Longin Jan Okoń oraz wszyscy trzej założyciele i pierwsi redaktorzy kwartalnika przyjaciół Indian „Tawacin”. Uczestnikami Polskiego Ruchu Przyjaciół Indian są między innymi pisarze Jarosław Wojtczak, Aleksander Sudak i naukowcy, jak Ewa Nowicka.